# 陰性適中率
陰性適中率（いんせいてきちゅうりつ）とは、臨床検査における事後確率の1つで、ある検査において「陰性と判定された場合に、真の陰性である確率」として定義される値である。

## 同義語
陰性適中率，陰性適中度，陰性的中率，陰性的中度，陰性反応適中率，陰性反応適中度，陰性反応的中率，陰性反応的中度
陰性予測率，陰性予測度，陰性予測値，無徴正診率

## 概要
「陰性適中率が高い」とは、「検査結果が陰性と判定された場合に、真の陰性（非有病者）である確率が高い」という意味である。
対となる表現に、陽性適中率があり、ある検査において「陽性と判定された場合に、真の陽性である確率」である。
有病者である事前確率が有病率であるのに対して、陰性適中率は検査結果が陰性という判定を得られた場合における条件付き確率であり、事後確率である。
厳密には、「（1-有病率）を非有病者である事前確率とすれば、陰性の場合に非有病者である事後確率は陰性適中率」であり、「有病率を有病者である事前確率とすれば、陰性の場合に有病者である事後確率は(1-陰性適中率)」である。
陰性適中率NPVは、感度Seと特異度Spだけでなく、有病率aの影響も受ける。
{\displaystyle NPV={\cfrac {Sp\times (1-a)}{(1-Se)\times a+Sp\times (1-a)}}={\cfrac {1}{{\cfrac {(1-Se)\times a}{Sp\times (1-a)}}+1}}={\cfrac {1}{Odds+1}}}
{\displaystyle 1-NPV={\cfrac {(1-Se)\times a}{(1-Se)\times a+Sp\times (1-a)}}={\cfrac {1}{1+{\cfrac {Sp\times (1-a)}{(1-Se)\times a}}}}={\cfrac {1}{1+{\cfrac {1}{\cfrac {(1-Se)\times a}{Sp\times (1-a)}}}}}={\cfrac {1}{1+{\cfrac {1}{Odds}}}}={\cfrac {Odds}{Odds+1}}}
{\displaystyle {\cfrac {(1-NPV)}{1-(1-NPV)}}={\cfrac {1-NPV}{NPV}}={\cfrac {1-Se}{Sp}}\times {\cfrac {a}{1-a}}=Odds}
陰性適中率NPVは、陰性時の非有病の事後確率であり、陰性時の有病の事後確率は、(1-NPV)となる。
陰性時の有病の事後オッズは、(1-NPV)/{1-(1-NPV)}＝(1-NPV)/NPVとなる。
事前確率である有病率aのオッズは、有病の事前オッズのため、a/(1-a)である。
つまり、陰性時の有病の事後オッズ(1-NPV)/NPVは、有病の事前オッズa/(1-a)と、陰性尤度比（＝(1－感度)と特異度の比）の積になる。
一般的には、感度が高いと陰性適中率が高くなり、除外診断に有用である。

## 参考
感度，特異度，陽性適中率，陰性適中率については、以下の表を参考にされたい。
|           |      | 真の状態 (生検などの詳細検査の結果で決定) |                                  |                                      |
| 陽性      | 陰性 |                                           |                                  |                                      |
| 検査 結果 | 陽性 | 真陽性                                    | 偽陽性 (第1種の過誤)             | 陽性適中率 = 真陽性の数 検査陽性の数 |
| 検査 結果 | 陰性 | 偽陰性 (第2種の過誤)                      | 真陰性                           | 陰性適中率 = 真陰性の数 検査陰性の数 |
|           |      | 感度 = 真陽性の数真陽性+偽陰性            | 特異度 = 真陰性の数偽陽性+真陰性 |                                      |